# روبرت جي. فانس
روبرت جي. فانس هو سياسي أمريكي، ولد في 15 مارس 1854 في نيويورك في الولايات المتحدة، وتوفي في 15 يونيو 1902. نشط حزبياً في الحزب الديمقراطي. وقد انتخب عضو مجلس نواب كونيتيكت ‏ وانتخب عضو مجلس النواب الأمريكي ‏.